# Strmenica
Strmenica (cyr. Стрменица) – wieś w Serbii, w okręgu rasińskim, w gminie Aleksandrovac. W 2011 roku liczyła 122 mieszkańców.